# Kamer van Afgevaardigden (Luxemburg)
De Kamer van Afgevaardigden is het parlement van het Groothertogdom Luxemburg. In Luxemburg wordt het meestal aangeduid in het Frans als Chambre des Députés. De Kamer werd opgericht in 1848.

## Verkiezingen
Luxemburg heeft een eenkamerstelsel en haar parlement, de Kamer van Afgevaardigden, telt 60 zetels. De afgevaardigden worden telkens voor vijf jaar gekozen en zijn vertegenwoordigers van de vier kiesdistricten.
Sinds 1919 bestaat algemene stemplicht voor alle burgers vanaf 18 jaar. De recentste verkiezingen waren op 8 oktober 2023.

## Zetelverdeling
De huidige zetelverdeling werd bij de parlementsverkiezingen van 2023 als volgt bepaald:
| Partij                                                          | aantal zetels |
| --------------------------------------------------------------- | ------------- |
| Chrëschtlech Sozial Vollekspartei (Christendemocraten)          | 21            |
| Demokratesch Partei (Liberalen)                                 | 14            |
| Lëtzebuerger Sozialistesch Aarbechterpartei (Sociaaldemocraten) | 11            |
| Alternativ Demokratesch Reformpartei (Conservatisme)            | 5             |
| Déi Gréng (Ecologisten)                                         | 4             |
| Piratenpartij (piraten)                                         | 3             |
| Déi Lénk (Democratisch socialisten)                             | 2             |

De Chrëschtlech Sozial Vollekspartei en de Demokratesch Partei vormen de huidige regeringscoalitie waarop de regering-Frieden-Bettel steunt.

## Voorzitters
De huidige voorzitter van de Kamer van Afgevaardigden is sinds november 2023 Claude Wiseler (CSV).

## Parlementsgebouw
Het parlementsgebouw (Frans: Hôtel de la Chambre, Luxemburgs: Chambersgebai) bevindt zich op de Rue du Marché aux Herbes (ook wel Krautmaart genoemd) in de Oberstadt in Luxemburg-stad. Direct ernaast staat het Groothertogelijk Paleis.
De bouw vond plaats tussen 1858 en 1860, naar een ontwerp van Antoine Hartmann. Tussen 1997 en 1999 onderging het gebouw een grote renovatie. Het gebouw is toegankelijk voor het publiek.

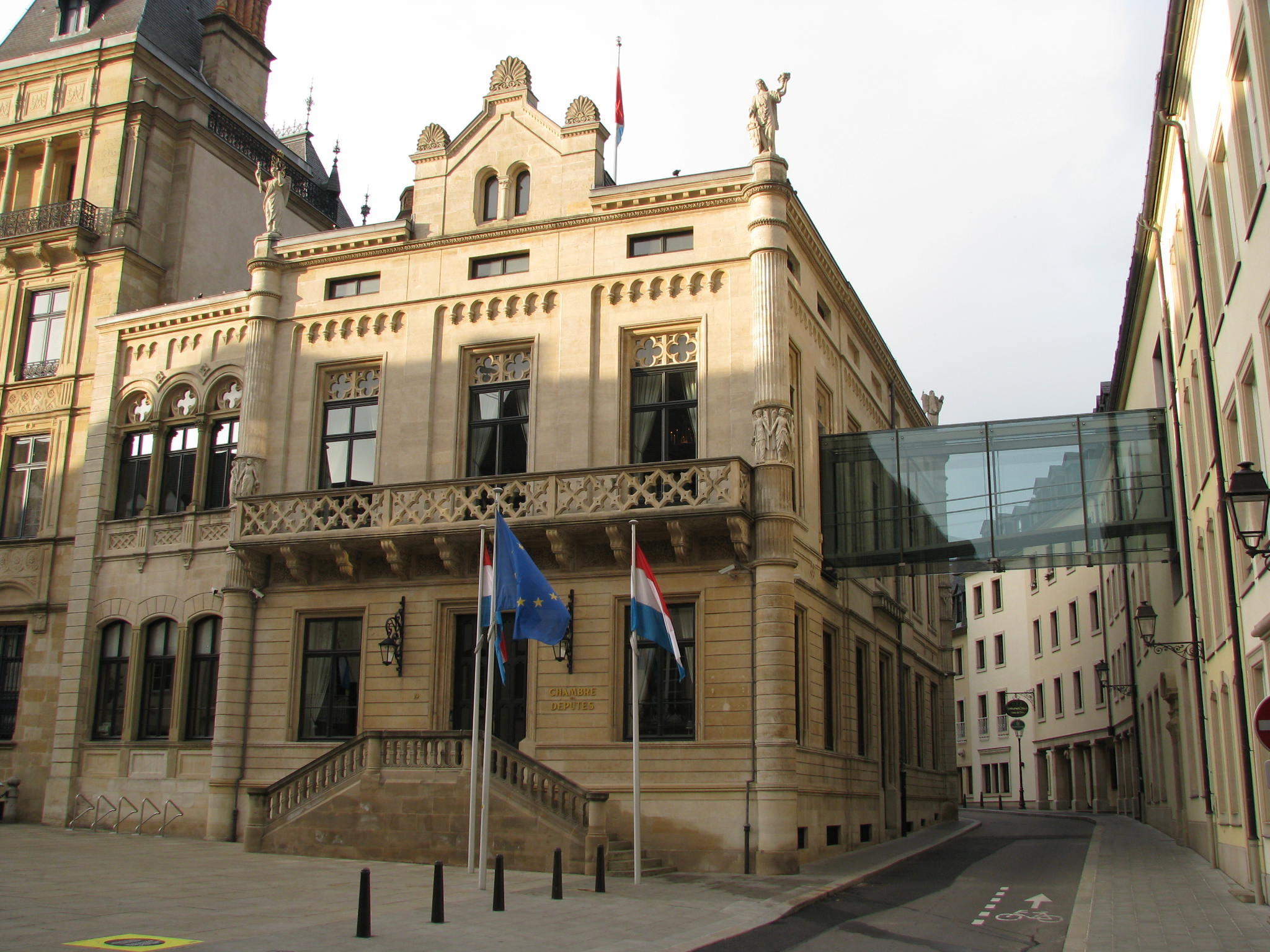
Het gebouw van de Kamer van Afgevaardigden
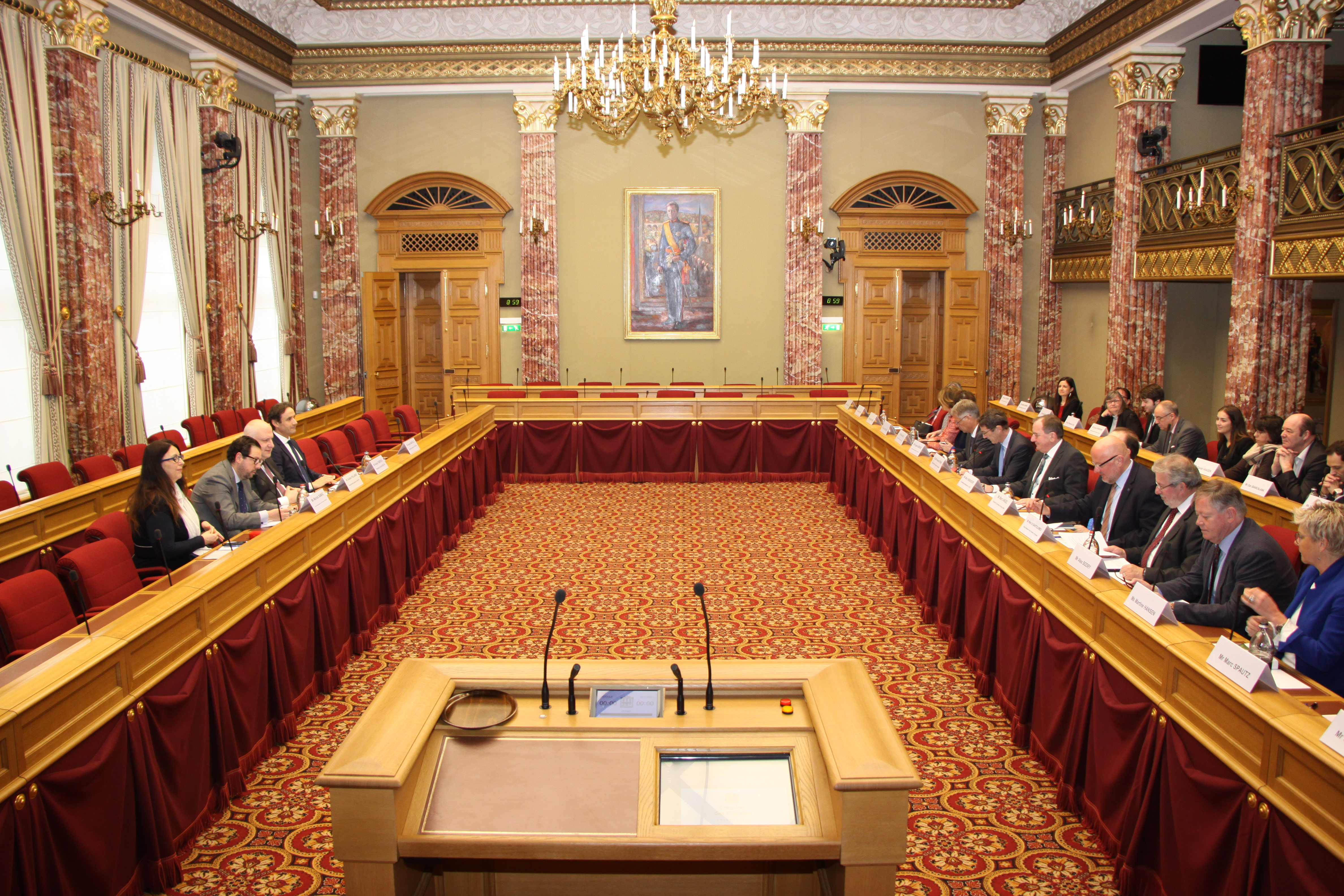
De plenaire zaal met een portret van groothertog Henri